# Хервен
Хервен (нидерл. Herwen) — деревня в голландской провинции Гелдерланд, в настоящее время входит в состав общины Зевенар.
Хервен был самостоятельной общиной до 1818 года, когда территория общины была разделена между новой общиной Хервен и Ардт и общиной Паннерден. В 1985 году Хервен стал частью новой общины Рейнварден. После реорганизации общин 1 января 2018 года Хервен вместе со всем Рейнварденом вошёл в общину Зевенар.